# Caspar CS 14
Die Caspar CS 14 (auch: C 14) war ein deutsches Jagd- und Aufklärungsflugzeug der 1920er Jahre.

## Entwicklung
Die Konstruktion stammt von Ernst von Loessl und wurde 1924 bei Caspar in Travemünde ausgeführt. Der Zusammenbau erfolgte aufgrund der Bestimmungen des Versailler Vertrages, der den Bau von Motorflugzeugen im Deutschen Reich stark einschränkte, im dänischen Kopenhagen beim Unternehmen Dansk Aero. Um die Absatzchancen zu erhöhen, bot Caspar das Flugzeug der Reichswehr sowohl als einsitziger Jäger als auch zweisitziger Aufklärer an. Diese übernahm die CS 14 und ließ sie bei der E-Stelle Rechlin erproben. Dabei ging sie 1926 zu Bruch, ohne dass eine Empfehlung zur Beschaffung weiterer Flugzeuge erfolgt wäre.

## Konstruktion
Die CS 14 war ein freitragender, einstieliger Doppeldecker in Holzbauweise mit einem aus Holmen und Querspanten gebildeten und mit Sperrholz verkleideten Rumpf; lediglich der vordere Teil mit der Motoraufhängung bestand aus einem Stahlrohrgerüst mit Blechverkleidung. Der Motor, dessen rechteckiger Kühler unter dem Rumpf aufgehängt war, wirkte auf eine starre, zweiflügelige Holzluftschraube. Das Tragwerk war leicht gestaffelt und untereinander sowie mit dem Rumpf durch stromlinienförmige N-Stiele verbunden. Es wies keine Verspannung auf. Die Tragflächen besaßen mittig eine rechteckige Form und verjüngten sich nach außen zu trapezförmig. Sie bestanden aus Holz mit zwei durchgehenden Holmen und Rippen mit Sperrholzbeplankung. Querruder befanden sich lediglich am Oberflügel. Alle Flächen des Leitwerks wiesen ebenfalls Trapezform auf. Das Fahrwerk aus Stahlrohr war starr mit zwei Haupträdern an einer durchgehenden, gefederten Achse und durch V-Stiele mit dem Rumpf verbunden. Der Schleifsporn am Heck war ebenso gefedert.

## Technische Daten
| Kenngröße                                            | Daten                                                                                  |
| ---------------------------------------------------- | -------------------------------------------------------------------------------------- |
| Besatzung                                            | 1–2                                                                                    |
| Spannweite                                           | 10,0 m                                                                                 |
| Länge                                                | 6,58 m                                                                                 |
| Höhe                                                 | 2,97 m                                                                                 |
| Flügelfläche                                         | 30,7 m²                                                                                |
| Flächenbelastung                                     | 58,0 kg/m²                                                                             |
| Flächenleistung                                      | 16,3 PS/m²                                                                             |
| Leistungsbelastung                                   | 3,6 kg/PS                                                                              |
| Rüstmasse                                            | 1130 kg                                                                                |
| Zuladung                                             | 650 kg                                                                                 |
| Startmasse                                           | 1780 kg                                                                                |
| Antrieb                                              | ein wassergekühlter Zwölfzylinder-Viertakt-W-Motor Napier Lion IV                      |
| Startleistung Kampf- und Steigleistung Dauerleistung | 500 PS (368 kW) bei 2220/min 450 PS (331 kW) bei 2000/min 438 PS (322 kW) bei 1900/min |
| Höchstgeschwindigkeit                                | 250 km/h in Bodennähe                                                                  |
| Marschgeschwindigkeit                                | 210 km/h                                                                               |
| Reichweite                                           | 800 km                                                                                 |
| Dienstgipfelhöhe                                     | 4200 m                                                                                 |